# فتنه دوم
فتنهٔ دوم، دوره نابسامانی عمومی سیاسی و نظامی و جنگ داخلی در جامعه اسلامی در اوایل خلافت اموی بود که پس از مرگ معاویه، نخستین خلیفه اموی در سال ۶۸۰ آغاز شد و تا حدود دوازده سال ادامه یافت. این جنگ شامل سرکوب دو چالش برای امویان بود؛ اولی توسط حسین بن علی و همچنین حامیان او از جمله سلیمان بن صرد خزاعی و مختار ثقفی که برای انتقام او در عراق گرد هم آمدند و دومی توسط عبدالله بن زبیر.

## پیش‌زمینه
معاویه در نیمۀ رجب سال ۶۰ هجری قمری درگذشت و پسرش یزید را به جانشینی برگزید. حسین بن علی از همان نخست بیعت وی را نپذیرفت. یزید نامه‌ای به حاکم ولید بن عتبه بن ابی سفیان حاکم مدینه نوشت و به او دستور داد که از حسین بن علی، عبدالله پسر عمر و عبدالله پسر زبیر برای یزید بیعت بگیرد و اگر حاضر به بیعت نشدند آن‌ها را بکشد. حاکم مدینه در اجرای فرمان سستی کرد و یزید عمرو بن سعید بن عاص را به جایش گماشت. حسین بن علی و عبدالله بن زبیر که حاضر به بیعت با یزید نبود با خانواده خود شب بیست و هشت رجب از مدینه به مکه رفتند.

## قیام حسین بن علی و نبرد کربلا
نبرد کربلا نبردی بود که در دهم محرم ۶۱ هجری قمری (۲۰ مهر ۵۹ خورشیدی برابر ۱۰ اکتبر ۶۸۰ میلادی) اتفاق افتاد. روز نبرد به عاشورا نیز معروف است. این نبرد میان سپاه کم‌تعداد حسین بن علی (نوه دختری پیامبر اسلام) و سپاه اعزامی از سوی یزید بن معاویه (دومین پادشاه دودمان اموی) در نزدیکی محلی به نام کربلا (در عراق کنونی) درگرفت. دلیل یزید بن معاویه برای جنگ، بیعت نکردن حسین بن علی با او بود. حسین بن علی (امام سوم شیعیان) نیز حکومت و زمامداری یزید بن معاویه را غیرشرعی و غیرقانونی می‌دانست که برخلاف پیمان صلح حسن بن علی و معاویه پسر ابوسفیان به شکلی موروثی به یزید اول رسیده بود.
 حسین بن علی روز دوم محرم به کربلا رسید و روز سوم عمر بن سعد با ۴۰۰۰ نفر در کربلا اردو زد.
در روز هفتم محرم آب را بر حسین بن علی و همراهانش بستند و در نهم محرم، شمر با ۴۰۰۰ نفر و نامه‌ای از طرف عبیدالله بن زیاد وارد کربلا شد، او در این نامه به عمر بن سعد دستور داده بود با حسین بن علی بجنگند و او را بکشد و اگر این کار از دست او برنمی‌آید، فرماندهی را به شمر واگذارد.
روز دهم محرم سپاهیان حسین بن علی و عمر سعد در مقابل هم قرار گرفتند. به روایت ابومخنف تعداد سپاه حسین ۳۲ سواره نظام و ۴۰ پیاده و به روایت محمد باقر چهل و پنج سوار و صد نفر پیاده بود. در مقابل او سپاه عمر بن سعد با حدود ۳۰۰۰۰ نفر قرار داشت. جنگ آغاز شد و حسین و یارانش کشته شدند. پس از جان باختن حسین، سپاه عمر بن سعد سر ۷۲ تن از لشکریان حسین به علاوه سر علی اصغر فرزند ۶ ماهه او را جدا کرده و بر بالای نیزه‌ها گذاشتند و بر اجساد کشته شدگان اسب تاختند.
پس از رویداد کربلا تعدادی از زنان و کودکان وابسته به سپاه حسین، اسیر و زندانی شده و آنان را به شام محل زمامداری یزید بن معاویه فرستادند. از دیدگاه مسلمانان کشته شدگان در نبرد کربلا شهید تلقی می‌گردند. پس از این نبرد حسین بن علی ملقب به لقب سیدالشهداء (سرور و آقای همه شهیدان به عقیده شیعیان) گردید.
هر چند به لحاظ نظامی ابعاد این نبرد بزرگ نبوده است اما اثر اعتقادی و سیاسی بزرگی داشته است. نبرد کربلا یک واقعه تاریخی و اساسی در سنت و رسم شیعیان و تاریخ این مذهب محسوب می‌گردد. این درگیری هر ساله و به تناوب با برگزاری یادمان‌ها و عزاداری‌ها روایت و حکایت می‌شود. این رویداد از یک سو سبب تضعیف مشروعت سیاسی حکومت بنی امیه شده است. به‌طوری‌که پس از آن قیام‌های فراوانی با شعار خونخواهی حسین ضد آن حکومت رخ داد و در نهایت منجر به سقوط آن شد. از سوی دیگر نقشی چشمگیر بر هویت اجتماعی و اعتقادی شیعیان طی سده‌های بعد تا به امروز داشته است.

## قیام عبدالله بن زبیر
عبدالله بن زبیر از مخالفان خلفای زمان خود و فرزند زبیر بن عوام و از تیره عبدالعزی قریش بود. مادرش اسما دختر ابوبکر و خواهر عایشه بود. پس از کشته شدن حسین بن علی، عبدالله به‌طور پنهانی شروع به جمع‌آوری حامی‌کرد. سپاهی از مدینه به فرماندهی برادرش عمرو، به مکه فرستاده شد تا عبدالله را دستگیر نماید. اما عمرو شکست خورد و دستگیر و زندانی شد و شلاق خورد تا درگذشت و جنازه اش به دار آویخته شد (سال ۶۱ هجری/۶۸۱ میلادی). عبدالله دیگر از یزید تبعیت نمی‌کرد و از عبدالله بن حنظله (معروف به ابن غسیل) که توسط گروهی از انصار مدینه به رهبری برگزیده شده بود، پیروی می‌نمود. یزید که متوجه غفلت خود شده بود، سپاهی را با فرماندهی مسلم بن عقبه به مدینه گسیل داشت. سر انجام سپاه شام لشکر مدینه را در جنگ حره (۲۷ ذی الحجه ۶۳ هجری/۲۷ اوت ۶۸۳ میلادی) شکست دادند و در شهر پیامبر خون ریزی‌ها کردند. (به عقیده دانشنامه اسلام سپاه شام به دنبال ریختن خون مسلمانان نبودند) به هر حال بعد از فتح مدینه مسلم بن عقبه به علت بیماری درگذشت و سپاه شام به فرماندهی حصین ابن نمیر به سمت مکه پیشروی کرده و عبدالله بن زبیر را محاصره نمودند (۲۶ محرم ۶۴ هجری/۲۴ سپتامبر ۶۸۳ میلادی). محاصره ۶۴ روز به طول انجامید که خبر مرگ یزید منتشر گردید و سپاهیان شام، عقب‌نشینی نمودند. حصین از عبدالله خواست که با وی به شام برگردد اما وی نپذیرفت و در مکه ماند.

## شورش مدینه و واقعه حره
واقعه حَرّه اشاره به قیام و شورش تاریخی مردم مدینه ضد یزید بن معاویه به دلایل سختگیری‌های عاملان او بر مدینه و به‌دنبال آن واقعه خونین درهم شکستن قیام توسط یزید با حمله خونبار سپاهیانش به شهر مدینه در ۶۳ قمری است که در پی آن یزید سپاهی به فرماندهی مسلم بن عقبه را برای سرکوب اهالی مدینه گسیل داشت. اهالی مدینه با او به مقابله برخاستند و خندقی دور شهر کندند. اما او توانست با سپاهیانش وارد شهر شود، او بعد از ورود به مدینه شهر را سه روز بر سپاهیانش مباح کرد که در پی آن خون‌های بیگناه بسیاری ریخته شد، و حریم‌ها شکسته شد، و به نوامیس تجاوز شد. بیش از شش هزار کشته از این واقعه برجای ماند. پس از این واقعه هیچ مرد مسلمانی از اهل مدینه نمی‌توانست دربارهٔ بکارت دخترانش تضمینی دهد.
مسلم پس از این جنایات، مردم شهر را جمع کرد و از آنان برای یزید بیعت گرفت، مبنی بر اینکه آن‌ها فَیء (غنیمت جنگی) و به عنوان بنده یزید هستند و هرکسی را که از این فرمان سر باز می‌زد، گردن می‌زدند.
فقط علی بن عبدالله بن عباس (با وساطت خویشانش که در سپاه یزید بودند) و علی بن حسین (امام چهارم شیعیان) در امان بودند و حتی بنا شد هرکس به خانه آنان پناه ببرد در امان باشد
منابعی چون الامامة و السیاسة اثر ابن قتیبه، تلفات واقعه حره را یازده هزار و هفتصد نفر از مردمان مدینه یادکرده‌اند. پس از پایان آتش جنگ و سرکوب شورش اهالی مدینه، عبدالله بن زبیر این بار در مکه دست به قیام زد؛ لشکریان یزید به فرماندهی مسلم بن عقبه عازم مکه شدند. فرماندۀ لشکر در بین راه در اثر بیماری از دنیا رفت و حصین بن نمیر جانشین او شد. لشکریان حصین بن نمیر به تاریخ سوم ربیع‌الاول سال ۶۴ به مکه حمله بردند و کعبه را ویران ساختند.

## حصر مکه
جنگ میان سپاه حصین بن نمیر و یاران عبدالله بن زبیر ابتدا در بیرون شهر مکه انجام شد. پس از کشته شدن تعداد زیادی از افراد عبدالله بن زبیر وی به داخل شهر مکه پناهنده شد. مکه، مرکز حکومت عبدالله بن زبیر، از ۲۶ محرم سال ۶۴ (قمری) توسط سپاه اموی به فرماندهی حصین بن نمیر به مدت ۶۴ روز محاصره شد. سپاه حصین بن نمیر در طی همین مدت کعبه را با منجنیق، سنگ زدند و به آتش کشیدند.
سرانجام در اوایل ماه ربیع‌الثانی سال ۶۴ هـ. ق با رسیدن خبر مرگ یزید به گوش حصین بن نمیر و یارانش، آن‌ها به محاصره شهر مکه خاتمه دادند.

## مرگ یزید و بحران جانشینی
معاویه بن یزید معروف به معاویه دوم، سومین خلیفه اموی بود که پس از مرگ یزید پسر معاویه به خلافت رسید. این که یزید بن معاویه برای پسرش معاویة بن یزید از مردم بیعت گرفته مسلم است. ولی در بین مورخان در مورد مدت خلافت، علت کناره‌گیری از آن و درگذشت وی اختلاف نظر وجود دارد. بعضی‌ها نظرشان بر این است که وی بعد از یزید ۴۰ روز زنده بوده و عده‌ای از محققان هم برآنند که ۴۰ روز حکومت کرده سپس کناره‌گیری می‌کند.
در مورد علت کناره‌گیری وی از حکومت نیز اختلاف است، ولی آنچه از تاریخ برمی‌آید به دلیل تمایل او به خاندان علی ابن ابیطالب می‌باشد. اما بعضی‌ها علت کناره‌گیری معاویة بن یزید و حکومت کوتاه وی را بیماری او بیان کرده‌اند که هنگام تحویل حکومت بیمار بوده و با همان مرض هم فوت کرد. با مرگ یا کناره‌گیری وی، خلافت در آل ابی سفیان به پایان می‌رسد و مروان بن حکم خلیفه می‌شود. در طی این دوره انتقال قدرت، به علت خلأ سیاسی ارکان امپراتوری از هم می‌پاشد و سلطه امویان به شام محدود می‌شد.

## زبیریان
پس از کشته‌شدن حسین بن علی به دست امویان کوفه و فرار والی مکه به شام، عبدالله بن زبیر و گروهی از اشراف مکه، دست به قیام علیه حکومت بنی امیه زدند
و کنترل شهر مکه را در دست گرفتند. پس از این که عبدالله توانست با بیعت گرفتن از بقیه عمال مکی خود را به عنوان خلیفه زبیریان معرفی کرد و حاکمیت حجاز
مکه ، مدینه ، طائف را در دست گرفت، عبدالله بن زبیر در آغاز حکومتش خود و برادرش مصعب بن زبیر را به عنوان خونخواهان خون حسین بن علی معرفی کردند اما بعدها این خاندان حدود هشت سال بر سرزمین‌های اسلامی از جمله عراق عرب، حجاز، فلسطین و یمن حکمرانی کردند ولی در آخر عبدالملک مروان، دومین خلیفه مروانی با سپاهیانش تمامی مناطق اشغال شده توسط زبیریان در سال ۷۳ هجری قمری را از عبدالله ستاند و عبدالله بن زبیر و مصعب بن زبیر را به قتل رساند و دوباره حکومت امویان احیاء شد.

## قیام توابین و نبرد عین الورده
سلیمان بن صرد و یارانش از سال ۶۱ هـ ق، به‌طور مخفیانه و سال ۶۴ هـ ق، بعد از مرگ یزید آشکارا مردم را به خونخواهی حسین دعوت می‌کردند و در سال ۶۵ هجری قمری، سلیمان وهم پیمانانش قیام کرده و با شعار «یالثارات الحسین» مردم را به انتقام، فرا خواندند. شروع قیام آنان را در عصر مروان بن الحکم روز چهارشنبه بیست و دوم ربیع‌الثانی گفته‌اند. آن‌ها با ورود عبیدالله بن زیاد از شام به عراق، به طرف کربلا آمدند، و به قبر حسین بن علی رسیدند و بسیار گریستند و با یارانش همگی از خدا آمرزش خواستند و عده زیادی به آن‌ها ملحق شدند. سپس با جمعیتی ۴۰۰۰ نفری از فرات عبور کرده و بعد از رسیدن به منطقه عین الورده، لشکر شام مقابل آن‌ها قرار گرفته و نبرد سختی کردند. در نبرد عین الورده سپاه امویان با لشکری بیست هزار نفره به رویارویی با لشکر توابین پرداخت. این جنگ سه روز به طول انجامید.
با وجود اینکه توابین در روز اول نبرد به پیروزی‌هایی دست یافتند اما در نهایت سلیمان بن صرد کشته شد و سپاه توابین محاصره شدند. تقریباً تمامی سپاه توابین نابود شدند و آن تعداد کمی که زنده ماندند توانستند عقب‌نشینی کنند. سلیمان بن صرد خزاعی در این جنگ توسط حصین بن نمیر در سن ۹۳ سالگی کشته شد. یکی از دشمنان، سر او و همراهش مسیب را نزد عبدالملک مروان به شهر شام برد.

## قیام مختار
مختار بن ابی‌عبیده ثقفی (ابواسحاق) رهبر سومین قیام پس از حادثهٔ عاشورا بود. پنج سال پس از آن حادثه او در کوفه به خونخواهی برخاست و بسیاری از عاملان حادثه را کشت و ۱۸ ماه به حکومت رسید. در این مدت جنگ‌های زیادی کرد و در نخستین جنگ خود عبیدالله بن زیاد را نیز کُشت. پس از آن نیز مناطق زیادی را به زیر سلطهٔ عراق آورد.
مختار جهت قیام خود، ابتدا می‌خواست از علی بن حسین تاییدیه بگیرد اما وی روی خوشی به او نشان نداد و لذا با محمد حنفیه مذاکره کرد. محمد حنفیه پاسخ مبهمی به او داد. مختار این جواب را نشانه تأیید تلقی کرد و برای خونخواهی از قاتلان حسین بن علی و تشکیل حکومت مستقل راهی کوفه شد. وی ۶ ماه پس از مرگ یزید و در ماه رمضان به کوفه رسید. در این زمان کوفه به دست طرفداران عبدالله پسر زبیر افتاده بود.
ورود او به کوفه مصادف با آمادگی توابین به فرماندهی سلیمان پسر صرد خزاعی برای خروج از شهر بود، اما هیچ فعالیتی (حتی مشورت) در کمک به سلیمان بن صرد و قیام توابین نکرد. او می‌گفت سلیمان دید سیاسی ندارد و فقط می‌خواهد خود و ما را به کشتن دهد. تلاش‌های مختار جمع بزرگی از شیعیان را از اطراف سلیمان پراکنده‌ساخت و فقط چهار هزار نفر با او به جنگ عبیدالله زیاد رفتند. پس از خروج توابین از شهر، قاتلان حسین بن علی که از ناحیهٔ مختار هراس زیادی داشتند، حاکم زبیری کوفه، عبدالله بن یزید را وادار کردند تا مختار را زندانی کند. مختار دوباره زندانی شد. در این هنگام خبر شکست و بازگشت توابین به کوفه رسید. مختار پس از مدتی دوباره با شفاعت عبدالله بن عمر نزد ابن زبیر آزاد گردید.
وی با شعار توابین؛ «یا لثارات الحسین» (به فارسی: به خونخواهی حسین) و شعار «یا منصورُ اَمِت؛ ای پیروز، بمیران» که پس از پیروزی در جنگ بدر رایج شده بود، در چهارشنبه ۱۶ ربیع‌الثانی ۶۶ (قمری) و به نقلی در شب ۱۴ ربیع‌الاول سال ۶۶ هجری در کوفه به پاخاست. عبدالله بن مطیع فرماندار آل زبیر در کوفه مخفیانه گریخت و پنج سال بعد از واقعهٔ کربلا دوران زمامداری هجده‌ماههٔ مختار آغاز شد.
نخستین اقدام او پس از به‌دست گرفتن قدرت، خونخواهی از گروه قاتلان حسین بن علی بود. اگرچه بسیاری از آن‌ها در قیام مختار به بصره گریختند، در اکثر اسناد کشته‌شدگان به دست مختار را حدود ۳٬۰۰۰ نفر را ذکر کرده‌اند.
او تجهیز و جمع‌آوری سپاهی به کمک ابراهیم پسر مالک اشتر قلمرو خود را از کوفه تا موصل گسترش داد. سپاه او سپس لشکر عبیدالله بن زیاد را در موصل شکست داد که عبیدالله نیز در این نبرد کشته شد. بدین ترتیب بر مرکز و شمال عراق، ارمنستان بزرگ، آذربایجان و ناحیهٔ جبال شامل غرب و مرکز ایران مسلط شد.
در سال ۶۶ هجری قمری (۶۸۶ میلادی) کردهای منطقهٔ حلوان (سرپل ذهاب کنونی) شورش کردند. مختار برای سرکوب آنان حاکمی به حلوان فرستاد که شورش کردها را سرکوب کرد.
سپس، مختار سپاهی را برای جنگ با زبیریان به ابن شمیط راهی جنگ حرورا کرد سپاه مختار در این نبرد شکست سختی می‌خورد؛ ولی مختار با باقی‌ماندهٔ سپاه به مزار به دشتی میان حرورا و کوفه بود عقب نشست و از موانع نیزار توانست دوباره به دشمن پیروز شده و پس از آنجا به‌طور محرمانه لشکر را به عقب‌نشینی کوفه راضی می‌کند. پس از عقب‌نشینی مختار نامه‌ای به ابراهیم بن مالک اشتر به موصل می‌فرستد.
نقلی است که ابراهیم بن مالک اشتر از مختار کناره گرفت این امر جدایی توسط زبیریان و مکاتبات دروغینی که فی‌مابین مختار و ابراهیم انجام داده‌اند صورت گرفته و آخر هم از زبیریان نامهٔ پیمان صلح را دریافت کرده و ابراهیم هم برای اینکه به مختار نرسیده و در امر کمک به امیر قیام تصمیم ریشه‌کن کردن دولت امویان به دست زبیریان را در سر می‌پروراند و در این راه او نیز به اشراف کوفه در بصره پیوست.
مختار سعی فراوان کرد تا محاصره‌شدگان را به قیام و خروج از دارالحکومه وادار نماید؛ اما آن‌ها توجهی نکردند مختار که از یاران خود مأیوس شده بود با اندکی از یاران خود که مورخان تعدادشان را ۱۹ نفر برشمرده‌اند، از دارالحکومه خارج شده به دشمن حمله بردند و سعی کردند، محاصره را بشکنند؛ اما پس از جنگ و گریزهای فراوان، سرانجام یکی پس از دیگری کشته شدند؛ مختار هم جنگید و در چهاردهم رمضان سال ۶۷ هجری، در سن ۶۷ سالگی کشته شد. پس از کشته‌شدن مختار، هفت هزار نفر از یاران مختار که به امید امان، به یاری مختار نرفته بودند، به دستور مصعب، گردن همه آن‌ها زده شد.
اگرچه فرقهٔ کیسانیه منسوب به او است، امّا مورّخان در صحت این ادعا اختلاف دارند.

## خلافت مروان و عبدالملک بن مروان
سرانجام پس از اینکه در سال ۷۲ هجری/۶۹۱ میلادی، آل امیه دوباره بر عراق مسلط گردید، عبدالملک بن مروان سپاهی به فرماندهی حجاج بن یوسف به مکه فرستاد و در ۱ ذی القعده ۷۲ هجری/۲۵ مارس ۶۹۲ میلادی، عبدالله را محاصره نموده و این مهم بیش از ۶ ماه به طول انجامید. در طی این مدت، شهر و کعبه با منجنیق‌های آتشین مورد حمله قرار گرفت. در طی این مدت، حامیان و حتی برادران عبدالله تسلیم سپاه شام شدند. عبدالله به اصرار مادرش اسما به عرصهٔ جنگ رفت و کشته شد و جسدش را دقیقاً در همان نقطه‌ای که برادرش عمرو را به دار آویخته بودند، به دار آویخته شد و مدتی بعد عبدالملک دستور داد تا جسد عبدالله به مادرش پس داده شود و وی جسد را در خانهٔ صفیه در مدینه دفن نمود.

## نتیجه
در نتیجه فتنهٔ دوم بسیاری از حرمت‌های اسلامی از خون و ناموس مسلمانان تا خانهٔ کعبه در هم شکست. پس از پایان این فتنه تا سال ۹۸ هجری که عمر بن عبدالعزیز به خلافت رسید، امویان به صورت متمرکز و با سیاست مشت آهنین، خون‌ریزی و ایجاد رعب و وحشت بر جامعهٔ مسلمانان به خصوص شیعیان حکمرانی کردند.